# Yuga Watanabe
Yuga Watanabe (渡辺 悠雅 Watanabe Yuga?), född 15 maj 1996 i Tokyo prefektur, är en japansk fotbollsspelare.
Watanabe började sin karriär 2019 i Kamatamare Sanuki.